# Gabriele von Arnim
Gabriele von Arnim, geborene Münchmeyer (* 22. November 1946 in Hamburg), ist eine deutsche Journalistin und Schriftstellerin.

## Leben
Gabriele von Arnim, eines von fünf Kindern (darunter die niedersächsische Ministerin Birgit Breuel und der Bankier Hans Hermann Münchmeyer) von Gertrud Münchmeyer, geborene Nolte, und des Privatbankiers Alwin Münchmeyer, ist in Hamburg aufgewachsen. Sie  studierte Soziologie und Politikwissenschaft an den Universitäten Hamburg und Frankfurt am Main. 1972 schloss sie ihr Studium mit der Promotion in Hamburg ab. Von 1973 bis 1983 lebte sie als freie Journalistin in New York und schrieb für deutsche Zeitungen, Zeitschriften und Rundfunkanstalten.
Nach ihrer Rückkehr aus den USA wohnte sie von 1983 bis 1996 in München. Dort war sie 1992 Initiatorin des „Münchener Aufrufs“ gegen Rechtsextremismus und Fremdenfeindlichkeit. 1994 gründete sie den Verein Memento – Initiative KZ-Gedenkstätte Dachau. Ab 1996 lebte von Arnim in Bonn. Sie ist für diverse Hörfunk- und Fernsehanstalten tätig, u. a. bei ARTE, als Moderatorin der Sendung Wortwechsel des SWR oder als Diskussionsteilnehmerin im Literaturclub des Schweizer Fernsehens.
Neben ihrer journalistischen Tätigkeit hat Gabriele von Arnim auch erzählerische Werke veröffentlicht. Von 1999 bis 2003 war sie Mitherausgeberin des Jahrbuchs Menschenrechte. Sie ist Mitglied des deutschen PEN-Zentrums.
Aus ihrer ersten Ehe mit dem Banker Bernd von Arnim-Mellenau (1939–2009) hat sie eine Tochter Leonie, wohnhaft in Berlin und verheiratet. Ihr zweiter Ehemann war der Journalist Martin Schulze, mit dem sie 30 Jahre lang bis zu dessen Tod im Jahre 2014 verheiratet war. Er erlitt im Alter von 66 Jahren zwei Schlaganfälle und in der Folge noch mehrere zusätzliche Erkrankungen, wodurch er über zehn Jahre zu einem Pflegefall wurde. Die Auseinandersetzung mit diesem schweren Schicksal stellt die Basis dar für von Arnims 2021 erschienenes Buch Das Leben ist ein vorübergehender Zustand, das zu einem Spiegel-Bestseller in der Kategorie Sachbuch wurde.

## Werke (Auswahl)
- Der Einfluß von Massenmedien auf politisches Verhalten. Dissertationsschrift Universität Hamburg 1971.
- Zusammen mit Bruni Mayor: New York. Köln 1978, ISBN 978-3-7701-0842-8.
- Das große Schweigen – Von der Schwierigkeit, mit den Schatten der Vergangenheit zu leben. Kindler, München 1989, ISBN 978-3-463-40103-4.
- Das dritte Zimmer und andere gefährliche Geschichten. Knaur, München 1992, ISBN 3-426-65050-9.
- Herausgeberin: Politiklust. Aufsatzsammlung. Droemer Knaur, München 1994, ISBN 978-3-426-80045-4.
- Essen. (= Kleine Philosophie der Passionen). dtv, München 1998, ISBN 978-3-423-20215-2.
- Matilde, unverrückbar. Erzählungen. Blessing, München 1999, ISBN 978-3-89667-091-5.
- Was tun? Demokratie versteht sich nicht von selbst. Antje Kunstmann, München 2017, ISBN 978-3-95614-210-9.
- Das Leben ist ein vorübergehender Zustand. Rowohlt, Hamburg 2021, ISBN 978-3-498-00245-9.[5]
- Der Trost der Schönheit. Eine Suche., Rowohlt, Hamburg 2023, ISBN 978-3-498-00351-7.
- Liebe Enkel oder Die Kunst der Zuversicht. Kjona, München 2024, ISBN 978-3-910372-25-2.